# Alexa Internet
Pour les articles homonymes, voir Alexa.
Alexa Internet, Inc. est une entreprise basée à San Francisco, fondée en avril 1996, filiale du groupe Amazon. Son site web est principalement connu pour fournir des statistiques sur le trafic du Web mondial. Il a été mis à l'arrêt en mai 2022.

## Opérations et histoire
Alexa Internet a été fondé en 1996 par Brewster Kahle et Bruce Gilliat. La société met à disposition une barre d’outils proposant à l’internaute un guide de navigation basé sur les habitudes de trafic de sa communauté d’utilisateurs. Alexa propose également des éléments de contexte sur chaque site visité : par qui il a été enregistré, sa vitesse de téléchargement, le nombre de liens qui pointent sur lui, les autres sites visités, etc. Les ingénieurs d’Alexa, associés à Internet Archive, ont créé la Wayback Machine, sorte de machine à remonter le temps. Elle indexe à intervalle régulier les pages des sites internet depuis leur création. Tout internaute y a accès,.
En 1999, Alexa a été rachetée par Amazon.com pour environ 250 millions de dollars sur le marché boursier.
Le siège social de l’entreprise est situé dans le Building 37 du Presidio de San Francisco.
Alexa a signé un partenariat avec Google au printemps 2002 et avec l’Open Directory Project en janvier 2003. Live Search a remplacé Google en tant que fournisseur de résultats de recherche en mai 2006. En septembre 2006, Alexa a commencé à utiliser sa propre plate-forme de recherche pour produire ses résultats. En décembre 2006, Alexa a lancé Alexa Image Search. Développée en interne, elle est la première application d’envergure à être construite sur leur plate-forme web. Aujourd’hui, Alexa est surtout un moteur de recherche, un annuaire web basé sur Open Directory et un fournisseur d’informations sur les sites internet du Web.
Alexa fournit également les informations sur les sites web pour le moteur de recherche A9.com, propriété du groupe Amazon.com.
En décembre 2005, Alexa a ouvert son index de recherche approfondie et ses services d’indexation à d’autres programmes, grâce à un ensemble de services web et d’API très complet. Ceux-ci peuvent être utilisés, par exemple, pour construire des moteurs de recherche verticaux qui peuvent fonctionner sur les serveurs d’Alexa ou ailleurs. Cas unique, leur plate-forme de recherche web donne aux développeurs l'accès aux données brutes les concernant, récoltées par leurs robots d’indexation. En mai 2007, Alexa a modifié ses API pour que les comparaisons soient limitées à trois sites, que les graphiques intégrés de taille réduite soient visualisés avec Adobe Flash et pour introduire des images de publicité BritePic obligatoires.
En avril 2007, un procès a opposé Alexa à Hornbaker pour violation de propriété intellectuelle. Lors du procès, Alexa alléguait que Hornbaker volait les graphiques de trafic à des fins de profit et que le principal objet de son site était de publier les graphiques générés par les serveurs d’Alexa,. Hornbaker enleva le terme Alexa du nom de son service le 19 mars 2007.
Le service Alexa s'est arrêté définitivement le 1er mai 2022,.

## Avril 2008: le nouveau classement d'Alexa
Alexa réalise un classement pour tous les sites du web mondial, appelé « traffic rank ». Le Web comptait 166 millions de sites internet en avril 2008 (source : Netcraft). Alexa fournit des données chiffrées pour les sites classés dans les 25 premiers millions.
Le classement d'Alexa est réalisé en fonction du nombre de visiteurs uniques et du nombre de pages vues par chaque visiteur. Le calcul de cette moyenne sur les trois derniers mois donne le « traffic rank » d'Alexa.

### Calcul des extensions
Toutes les extensions d'une adresse internet sont prises en compte et sont comptabilisées pour le même site. Pour un site dont l'adresse serait « gone.com », tous les visiteurs de « gone.com/yes » ou « no.gone.com » sont cumulés et comptabilisés pour le même site, soit « gone.com ». Si un site possède différentes extensions telles que « .com », « .fr » ou « .org » ou qui bénéficie d'adresses différentes qui toutes mènent à un seul site au contenu identique, ses visiteurs sont cumulés et comptabilisés pour le même site.
Jusqu'en avril 2008, Alexa tirait ses données des utilisateurs de sa barre d’outils pour Internet Explorer et de ses volets à intégrer à Mozilla et à Netscape. En plus de sa propre extension (la barre de statut Sparky mise à disposition en juillet 2007), il existe d’autres extensions qui exploitent les données d'Alexa.

### Le nouveau classement
En avril 2008, Alexa a introduit un nouveau mode de calcul de son « traffic rank ». Les sources des données ont été multipliées afin de fournir une indication affinée de la popularité d'un site. Le classement d'Alexa ne se fait donc plus uniquement sur la base des données relevées à l'aide de sa barre d'outils (l'Alexa toolbar). Ce nouveau classement devrait permettre de réduire un certain nombre d'erreurs.

## Controverses autour du classement et de la barre d’outils d’Alexa
Il reste un questionnement quant à la représentativité de la base d’utilisateurs d’Alexa par rapport à un comportement typique d'internautes. Si la base d’utilisateurs d’Alexa est un bon échantillon statistique de la population d’internautes (c'est-à-dire un échantillon aléatoire de taille suffisante), alors le classement d’Alexa devrait être relativement précis. En réalité, on ne sait pas grand-chose sur l'échantillon du fait que les utilisateurs se sélectionnent eux-mêmes, en choisissant d'installer ou non le logiciel de suivi (opt-in), et qu'il serait possible d'améliorer de façon significative le classement de sites peu populaires, en faisant leur page d'accueil par défaut, en échangeant du trafic de consultation web avec d'autres webmestres ou en demandant aux utilisateurs d'installer la barre d’outils Alexa. Toutefois, ces critiques sont souvent anecdotiques, sans statistiques ou autre preuve à l'appui.
D'autre part, les éditeurs de logiciels antivirus ont été amenés à évaluer la barre d'outils d'Alexa. Symantec classe celle-ci dans les logiciels de pistage (trackware) et McAfee la range dans les logiciels publicitaires (adware), comme « programme potentiellement indésirable ». Le service McAfee Site Advisor note comme sûr (green) le site d'Alexa, ne trouvant « aucun problème important », mais prévient au sujet d'une « petite fraction des téléchargements, que certaines personnes considèrent être des logiciels publicitaires ou autres programmes potentiellement indésirables ».